# 常盤町 (豊田市)
常盤町（ときわちょう）は、愛知県豊田市の町名。現行行政地名は常盤町1丁目から3丁目。

## 地理
豊田市西部に位置し、東は松ケ枝町、西は樹木町、南は上挙母・金谷町、北は神田町に接する。

## 世帯数と人口
2023年（令和5年）10月1日現在の世帯数と人口は以下の通りである。
| 町丁   | 世帯数  | 人口  |
| ------ | ------- | ----- |
| 常盤町 | 419世帯 | 547人 |

## 学区
市立小・中学校に通う場合、学区は以下の通りとなる。
| 番・番地等 | 小学校               | 中学校               | 高等学校普通科 |
| ---------- | -------------------- | -------------------- | -------------- |
| 全域       | 豊田市立童子山小学校 | 豊田市立朝日丘中学校 | 三河学区       |

## 歴史

### 沿革
- 1959年（昭和34年）1月1日 - 挙母市大字挙母の一部より、豊田市常盤町が成立[7]。

## 施設
- 豊田合同庁舎
  - 名古屋法務局豊田支局
  - 豊田税務署
  - 豊田区検察庁
- 豊田公共職業安定所（ハローワーク豊田）
- 豊田労働基準監督署
- 豊田加茂建設事務所

## 交通
- 国道419号

## その他

### 日本郵便
- 郵便番号 : 471-0867[3]（集配局：豊田郵便局[8]）。